# Laguna Seca, Morelos, Mexiko
Laguna Seca är en ort i kommunen Morelos i delstaten Mexiko i Mexiko. Samhället hade 495 invånare vid folkräkningen år 2020.